# Gregory Peck

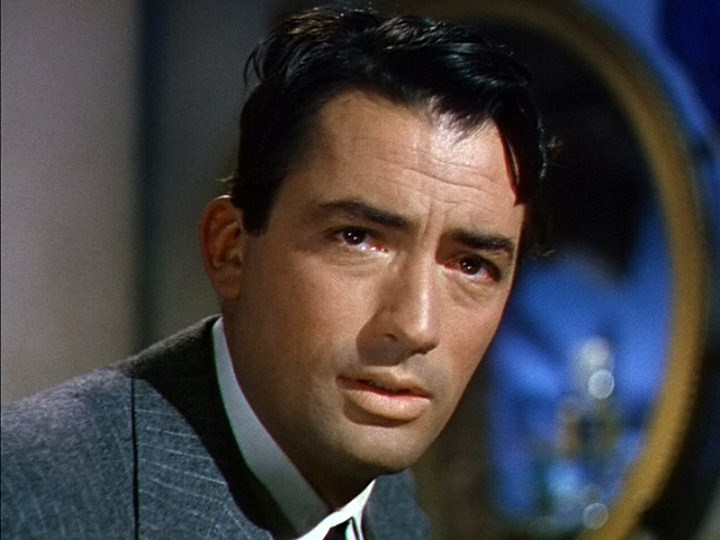
Peck em atuação no filme As Neves do Kilimanjaro.

Eldred Gregory Peck, mais conhecido como Gregory Peck (San Diego, 5 de abril de 1916 — Los Angeles, 12 de junho de 2003), foi um ator estadunidense. Interpretou personagens de caráter nobre e corajoso, que lutam contra injustiças. O mais famoso desses é o advogado Atticus Finch do filme O Sol é Para Todos de 1962, que lhe deu o Oscar de melhor ator e que foi escolhido o maior herói das telas pelo American Film Institute em maio de 2003, apenas duas semanas antes de sua morte. Presidiu a Academy de 1967 a 1970.

## Biografia
Entre príncipe e plebeu, Gregory Peck era um daqueles atores cuja voz marcante, elegância e autenticidade parecem hoje um segredo que morreu com a grande era clássica do cinema norte-americano. Peck encarnava o "homem verídico", o herói portador do ideal de verdade típico do "american way of life" numa época em que as boas intenções andavam em baixa em Hollywood.
Gregory Peck iniciou a carreira no teatro mas ficou mais conhecido pelo seu trabalho no cinema. Protagonizou diversas adaptações cinematográficas realizadas a partir de grandes obras literárias, nas quais encarnou personagens heroicas, demonstrativas de seu valor na superação de sentimentos e incertezas: "As Neves do Kilimanjaro" (1952), baseado na obra de Ernest Hemingway, "Moby Dick" (1956), baseado na obra de Herman Melville ou "O Sol é para Todos" (1962), baseado no romance de H. Lee. Esse último papel, o de um consciencioso advogado sulista disposto a defender, contra todos, os direitos de um negro acusado de estupro, lhe valeu um Óscar. O jovem padre idealista de "As Chaves do Reino" (1944) e o repórter exemplar de "A Luz É para Todos" (1947), em sua denúncia do antissemitismo, também foram trabalhos reconhecidos com indicações ao prêmio da Academia.
Peck durante muitos anos foi um grande astro de filmes de ação: obteve êxito em westerns como "Duelo ao Sol" (1946), "Da Terra Nascem os Homens" (1958) e em "Gringo Velho" (1990). Atuou em filmes de guerra como "Os Canhões de Navarone" (1960). Mas esteve em comédias também, como "Com o dinheiro dos Outros" (1991).
Peck representava o último dos homens de bem numa época em que o bom-mocismo havia se tornado, em Hollywood, algo meio démodé. Em Spellbound (filme), de Hitchcock, interpretava um amnésico acusado de homicídio submetido a tratamento freudiano. Em "Duelo ao Sol", Peck e Jennifer Jones, num embate de atroz sensualidade, davam vazão a todos os tipos de pulsões do freudismo hollywoodiano. Mas Eldred Gregory Peck parecia pertencer a uma outra época. Ele logo se firmou como guardião dos ideais (perdidos) do "american way" e, à medida que pôde começar a escolher os filmes que iria protagonizar, passou a se ater cada vez mais a papéis edificantes, personagens cuja decência e elegância já não podiam ser dissociadas da aura cultivada pelo ator californiano. Alto, elegante, discreto e sumamente decente, Peck, que aprendeu a gostar de cinema com a avó, parecia ter herdado a aura dos heróis clássicos hollywoodianos que tanto admirara na infância.
Seu neto, Ethan Peck, também é ator.

### Morte
Gregory Peck morreu em Los Angeles no dia 12 de junho de 2003, aos 87 anos. Segundo sua mulher Veronique, que estava ao seu lado, "ela estava segurando sua mão, ele fechou os olhos, dormiu e se foi". Encontra-se sepultado na Catedral de Nossa Senhora dos Anjos, Los Angeles, Condado de Los Angeles, Califórnia nos Estados Unidos. Muitas celebridades compareceram ao seu funeral, entre elas: Lauren Bacall, Sidney Poitier, Harry Belafonte, Jimmy Smits, Louis Jourdan, Harrison Ford, Michael Jackson, Anjelica Huston, Lionel Richie, Louise Fletcher, Tony Danza e Piper Laurie.

## Honrarias
- Em 1969, o 36º Presidente dos EUA Lyndon B. Johnson homenageou Peck com a Medalha Presidencial da Liberdade, a mais alta honraria civil da nação.
- Em 1989 a American Film Institute deu a Peck o prêmio AFI Life Achievement por sua contribuição vitalícia para enriquecer a cultura americana.
- Em 1996, o Festival Internacional de Cinema de Karlovy Vary presenteou Peck com o Globo de Cristal por sua excelente contribuição artística para o cinema mundial.
- Em 1983, Peck recebeu o prêmio Career Achievement Award do National Board of Review.
- Em 1993, Peck foi premiado com um Urso de Ouro Honorário no 43º Festival de Berlim.
- Em 1998, ele foi premiado com a National Medal of Arts.
- Por sua contribuição para a indústria cinematográfica, Gregory Peck tem uma estrela na Calçada da Fama em Hollywood.
- Em 5 de abril de 2016, no centésimo aniversário do nascimento de Peck, o canal de TV a cabo Turner Classic Movies homenageou o ator, mostrando vários de seus filmes.

## Filmografia[5]
| Ano  | Título                                 | Papel                                  |
| ---- | -------------------------------------- | -------------------------------------- |
| 1944 | Quando a Neve Tornar a Cair            | Vladimir                               |
| 1944 | As Chaves do Reino                     | Father Francis Chisholm                |
| 1945 | O Vale da Decisão                      | Paul Scott                             |
| 1945 | Quando Fala o Coração/A Casa Encantada | Dr. Anthony Edwardes / John Ballantyne |
| 1946 | Virtude Selvagem                       | "Penny" Baxter                         |
| 1946 | Duelo ao Sol                           | Lewt McCanles                          |
| 1947 | Covardia                               | Robert Wilson                          |
| 1947 | A Luz é Para Todos                     | Philip Schuyler Green                  |
| 1947 | Agonia de Amor                         | Anthony Keane                          |
| 1949 | Céu Amarelo                            | James "Stretch" Dawson                 |
| 1949 | O Grande Pecador                       | Fedja                                  |
| 1949 | Almas em Chamas                        | Brigadier General Frank Savage         |
| 1950 | O Matador                              | Jimmy Ringo                            |
| 1951 | Falcão dos Mares                       | Captain Horatio Hornblower             |
| 1951 | Resistência Heróica                    | Captain Richard Lance                  |
| 1951 | Davi e Betsabá                         | David                                  |
| 1951 | Pictura: An Adventure in Art           | Narrator                               |
| 1952 | O Mundo em Seus Braços                 | Jonathan Clark                         |
| 1952 | As Neves do Kilimanjaro                | Harry Street                           |
| 1953 | A princesa e o plebeu                  | Joe Bradley                            |
| 1953 | Boum sur Paris                         | Himself                                |
| 1954 | Loucuras de um Milionário              | Henry Adams                            |
| 1954 | A Sombra da Noite                      | Colonel Steve Van Dyke                 |
| 1954 | Terra Ensanguentada                    | Squadron Leader Bill Forrester         |
| 1956 | O Homem do Terno Cinzento              | Tom Rath                               |
| 1956 | Moby Dick                              | Captain Ahab                           |
| 1957 | Teu Nome É Mulher                      | Mike Hagen                             |
| 1958 | Da Terra Nascem os Homens              | James McKay                            |
| 1958 | Estigma da crueldade                   | Jim Douglas                            |
| 1959 | Os Bravos Morrem de Pé                 | Lieutenant Joe Clemons                 |
| 1959 | O Ídolo de Cristal                     | F. Scott Fitzgerald                    |
| 1959 | A Hora Final                           | Dwight Towers                          |
| 1961 | Os Canhões de Navarone                 | Captain Keith Mallory                  |
| 1962 | Círculo do Medo                        | Sam Bowden                             |
| 1962 | A Conquista do Oeste                   | Cleve Van Valen                        |
| 1962 | O Sol é Para Todos                     | Atticus Finch                          |
| 1963 | Pavilhão 7                             | Capt. Josiah J. Newman                 |
| 1964 | A Voz do Sangue                        | Narrator                               |
| 1965 | Miragem                                | David Stillwell                        |
| 1966 | Arabesque                              | David Pollock                          |
| 1968 | A Noite da Emboscada                   | Sam Varner                             |
| 1969 | O Ouro de MacKenna                     | Mackenna                               |
| 1969 | A Grande Ameaça                        | John Hathaway                          |
| 1969 | Sem Rumo no Espaço                     | Charles Keith                          |
| 1970 | O Pecado de um Xerife                  | Sheriff Henry Tawes                    |
| 1971 | O Parceiro do Diabo                    | Clay Lomax                             |
| 1974 | Matando sem Compaixão                  | Arch Deans                             |
| 1976 | A Profecia                             | Robert Thorn                           |
| 1977 | MacArthur                              | General Douglas MacArthur              |
| 1978 | Os Meninos do Brasil                   | Josef Mengele                          |
| 1980 | Espionagem em Goa                      | Colonel Lewis Pugh                     |
| 1983 | O Escarlate e o Negro                  | Monsenhor Hugh O'Flaherty              |
| 1987 | A Voz do Silêncio                      | President                              |
| 1989 | Gringo Velho/O Velho Gringo            | Narrador                               |
| 1991 | Com o Dinheiro dos Outros              | Andrew "Jorgy" Jorgenson               |
| 1991 | Cabo do Medo                           | Lee Heller                             |